# Windows Journal
Windows Journal ist ein von Microsoft entwickeltes Programm, mit dem handschriftliche Notizen und Zeichnungen erstellt und verwaltet werden können. Eingaben können mit einem Grafiktablett oder einem Tablet-PC verfasst werden, grundsätzlich auch per Maus.

## Chronologie
Zur Markteinführung wurde Windows Journal nur in die Version von Windows XP Tablet PC Edition integriert. Zwischenzeitlich enthielten auch die Versionen Home Premium von Windows Vista und höher Windows Journal. Zu beachten war jedoch, dass das JNT-Format nicht offengelegt war, und man die JNT-Dateien nur solange öffnen konnte, wie Microsoft ein entsprechendes Programm zur Verfügung stellte.
Im Rahmen des Windows Insider Programms wurde Windows Journal im Juli 2016 unangekündigt vollständig aus Windows 10 entfernt. Angesichts der mittlerweile sehr geringen Nutzung des Programms, das durch andere Notizprogramme – wie das Microsoft-Programm OneNote – unlängst verdrängt wurde, ist Windows Journal mit dem Anniversary Update am 2. August 2016 für alle Nutzer aus Windows 10 verschwunden. Windows Journal kann jedoch per Update nachinstalliert werden.

## Journal Viewer
Windows Journal Viewer war eine von Microsoft geschaffene Anwendung, die es ermöglichte, JNT-Dateien auf Systemen zu betrachten, auf denen keine Tablet-PC-Software installiert ist. Die letzte (v6.3 2014) war im Dezember 2015 noch für Windows 2000 bis Windows 10 verfügbar. Im Juli 2016 existierte der Eintrag im MSDN noch, die Download-Seite für den Microsoft Journal Viewer steht jedoch nicht mehr zur Verfügung.